# والتر هوفر (تاجر أعمال فنية)
والتر هوفر (بالألمانية: Walter Andreas Hofer)‏ هو تاجر أعمال فنية ومدير ألماني، ولد في 1893 في برلين في ألمانيا، وتوفي في 1971.